# Barney Martin
Pour les articles homonymes, voir Martin.
Barney Martin (né le 3 mars 1923 à New York aux États-Unis et mort le 21 mars 2005 à Studio City aux États-Unis) est un acteur américain.

## Filmographie
- 1956 : Le Faux Coupable (The Wrong Man) : Juror
- 1959 : Kraft Music Hall Presents: The Dave King Show (série télévisée)
- 1961 : Les Blouses blanches (The Young Doctors) de Phil Karlson : Chauffeur de bus
- 1963 : Une certaine rencontre (Love with the Proper Stranger) : Sidney
- 1968 : Les Producteurs (The Producers) : Goring
- 1968 : Charly : Hank
- 1969 : L'Ange et le Démon (Twinky) : Doorman
- 1976 : The Tony Randall Show (en) (série télévisée) : Jack Terwilliger
- 1977 : It Happened One Christmas (en) (TV) : Uncle Willie
- 1978 : Folie Folie (Movie Movie) : Motorcycle Cop
- 1979 : Les Fourgueurs (en) (Hot Stuff) de Michael DeLuise : Kiley
- 1979 : McGurk (TV) : McGurk
- 1980 : This Year's Blonde (en) (TV) : Eddie Mannix
- 1980 : The Silent Lovers (TV) : Eddie Mannix
- 1980 : Number 96 (série télévisée) : Horace Batterson
- 1981 : Arthur : Ralph Marolla
- 1983 : Zorro et fils ("Zorro and Son") (série télévisée) : Napa / Sonoma
- 1984 : For Love or Money (TV) : Piper
- 1986 : Killer in the Mirror (TV) : Dr Sloane
- 1988 : Splash, Too (TV)
- 1988 : Arthur 2 : Dans la dèche : Ralph Marolla
- 1989 : Deadly Weapon
- 1990 : Pucker Up and Bark Like a Dog : Rudy Phillips
- 1990 : Sydney (série télévisée) : Ray
- 1990-1999: Seinfeld (TV) Morty Seinfeld.
- 1991 : Us (TV) : Jack Hayes
- 1992 : Héros malgré lui (Hero)
- 1993 : Daddy Dearest (en) (série télévisée) : Pete Peters
- 1998 : I Married a Monster (TV) : Pop, Bartender at Mawby's